# Thái Hàm
Thái Hàm (tiếng Trung: 蔡含; 1647–1686) là một họa sĩ vẽ phong cảnh Trung Quốc. Cô là vợ lẽ của họa sĩ Mạo Tương (冒襄, 1611－1693) và cùng với người vợ khác của ông là Kim Việt (金鈅), cô được ông giao nhiệm vụ sản xuất tranh làm quà tặng cho khách của ông. Và họ được biết đến với cái tên "Hai họa sĩ của gia đình Mạo". 

## Danh nghĩa
Tên tự của Thái Hàm đã đạt đến tuổi trưởng thành như Nữ La (tiếng Trung: 女蘿). Cô cũng có tên hiệu của mình là Viên Ngọc (tiếng Trung: 園玉).

## Lý lịch
Thái Là con gái của một nhân viên trong nhà Mạo Tương ở Như Cao. Đôi lúc dưới thời trị vì của Hoàng đế Thuận Trị, một họa sĩ đến từ Tô Châu được gọi là Ngô Nhị Tiên (tiếng Trung: 吳蕊仙) Tìm nơi ẩn náu với Mạo. Ngô dạy Thái vẽ và làm thơ. Khoảng năm 1661, Thái trở thành vợ lẽ của Mạo, cùng với Kim Việt. Hai người phụ nữ đó đã cùng hợp tác trong các sáng tác, được gọi là '2 nghệ sĩ của gia đình Mạo' (tiếng Trung: 冒氏兩畫史).

## Mưu kế

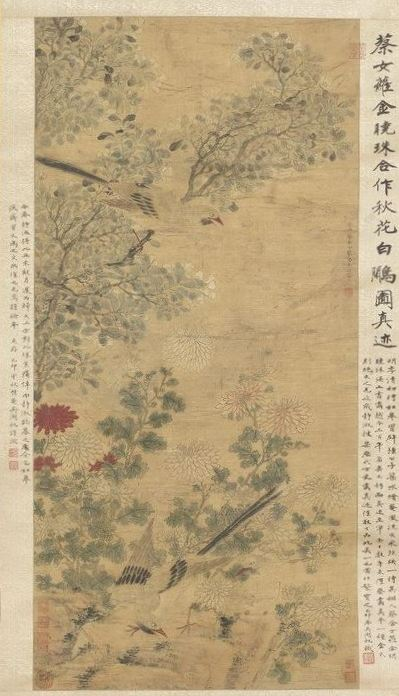
Tranh được vẽ bởi Thái Hàm và Kim Tiểu Trúc (金小竹) về các con gà lôi màu trắng và hoa. Câu viết bởi Mạo Tương

Thái Hàm được đặc biệt cô nổi tiếng nhờ vào những bức tranh phong cảnh của mình. Quốc Triêu Hoạ Truỷ Tục Lục (tiếng Trung: 国朝画徵续录) được mô tả do Thái Hàm như, 'đặc biệt giỏi vẽ phong cảnh, hoa lá, động vật và chim' và 'rất giỏi trong việc bắt chước.' Cô đã vẽ nhiều bức tranh cùng với người vợ lẽ Kim Việt, kể cả Buổi trưa tốt lành, hiện được tổ chức tại Bảo tàng Nam Kinh. Trong những mô tả về con người, Tạ Lị (谢莉) xác định ảnh hưởng của Đường Dần đối với kỹ thuật của Thái. Năm 2001, một trong những tác phẩm của Thái vẽ năm 1680, tựa đề như Thủy Hội Viên Đồ (tiếng Trung: 水繪園圖), ở Thượng Hải xuất hiện một nhà đấu giá. Nơi mà nó đã được bán với 40,000 RMB cho một người mua ẩn danh.

### Công trình trích dẫn
- Lily Xiao Hong Lee; Clara Lau; A.D. Stefanowska (ngày 17 tháng 7 năm 2015). Biographical Dictionary of Chinese Women: v. 1: The Qing Period, 1644-1911. Taylor & Francis. ISBN 978-1-317-47587-3.
- Xie 谢, Li 荔 (1988). "蔡含的山水图赏析" [Appreciation of Cai Han's landscape pictures]. Sichuan Wenwu (bằng tiếng Chinese). số 6.{{Chú thích tạp chí}}:  Quản lý CS1: ngôn ngữ không rõ (liên kết)
- Zhang 張, Geng 庚, biên tập (1636–1912). 国朝画徵续录 [A replenished record of evidence for the nation's art] (bằng tiếng Trung). Truy cập ngày 1 tháng 9 năm 2017.